# 吉川ゆあ
吉川 ゆあ（よしかわ ゆあ、1990年10月9日 - ）は、日本のAV女優。

## 略歴・人物
2010年5月にAVデビュー。

## 出演作品

### アダルトビデオ
2010年
- SUPER GIRL DEBUT （5月1日、嵐を呼ぶスーパーガール） ※デビュー作
- おしゃぶりお嬢様 〜5COSPLAY〜 （6月1日、嵐を呼ぶスーパーガール）
- 素敵な笑顔のおもらしナース （7月1日、嵐を呼ぶスーパーガール）
- 女子校生ゆあのザーメン採集 （8月13日、MOODYZ）
- ディープスロート女子大生(10月1日、MOODYZ)
- 魅惑の洗体エステサロン(11月1日、MOODYZ)
- あなたの朝勃ちヌキに行きます。 2 (11月5日、プレステージ)
- セキララ ～赤裸々な毎日～ 02 (11月12日、プレステージ)
- 即ハメ Gカップ ゆあちゃん(11月12日、S級素人)
- 俺は50過ぎてロリ娘とセックスしたいのでババアと再婚して嫌がる娘を玩具にした(11月18日、ヒビノ)
- お仕事ちょ～だい 2 ～ご奉仕研修編～(11月26日、KMP)
- カラダを売る女子校生ナマ中出し 01 (11月26日、青空ソフト)
- 奴隷色のステージ12(12月7日、アタッカーズ)

2011年
- しゃぶってあげるよ（1月28日、おかず。）
- 夫の上司に断り切れず犯される幼妻（2月19日、HIBINO）
- 一日体験! 温泉コンパニオン編（2月25日、おかず。）
- 絶対に手を出してはいけない相手をレズ夜這い（3月5日、AKNR）共
- キチクリンカン95（3月7日、死夜悪）
- 禁断の三角関係 同棲中に同居してきた彼女の妹とやっちゃった俺（3月19日、AKNR）
- この子には手を出さないで! 私が身代りになりますから…（4月7日、死夜悪）
- 超高級キャバ嬢がドレスを脱いだとき…THE SPECIAL（4月8日、KMP）
- 嫁の妹と○○しちゃった俺 2 JKバージョン（3月19日、AKNR）
- 巨乳縞パンポニーテール（4月22日、TMA）
- OLギンギン物語 〜美人庶務課のエッチな社内業務〜（5月13日、KMP）
- KMPプロジェクトスペシャル企画! レアルガールズvsバズーカガールズ 本当にエロイのはどっちだ!?バズーカ編（6月10日、KMP）
- KMPプロジェクトスペシャル企画! レアルガールズvsバズーカガールズ 本当にエロイのはどっちだ!?レアル編（6月10日、KMP）
- 妹中出し近親相姦（7月8日、TMA）
- 巨乳素人中出し援交 4時間（8月26日、TMA）

### テレビ番組
- きしめぐ。 #5（2010年8月、エンタ!371）